# Кубок Литви з футболу 2020
Кубок Литви з футболу 2020 — 32-й розіграш кубкового футбольного турніру в Литві. Титул вперше здобув Паневежис.

## Календар
| Раунд        | Дата                        | Матчі | Клуби   |
| ------------ | --------------------------- | ----- | ------- |
| Перший раунд | 16-21 червня 2020           | 9     | 33 → 24 |
| Другий раунд | 24-30 червня 2020           | 8     | 24 → 16 |
| 1/8 фіналу   | 7-15 липня 2020             | 8     | 16 → 8  |
| 1/4 фіналу   | 11 серпня - 12 вересня 2020 | 4     | 8 → 4   |
| 1/2 фіналу   | 17-20 жовтня 2020           | 2     | 4 → 2   |
| Фінал        | 24 жовтня 2020              | 1     | 2 → 1   |

## 1/8 фіналу
| Команда 1               | Рахунок | Команда 2              |
| ----------------------- | ------- | ---------------------- |
| 7 липня 2020            |         |                        |
| Бабрунгас (Плунге) (3)  | 1:4     | Хегельманн Літауен (2) |
| ФА Шяуляй (2)           | 0:2     | Жальгіріс (Вільнюс)    |
| 14 липня 2020           |         |                        |
| Свейката (Кібартай) (3) | 0:4     | Кауно Жальгіріс        |
| Йонава (2)              | 0:3     | Паневежис              |
| Рітеряй (Вільнюс)       | 2:0     | Банга                  |
| 15 липня 2020           |         |                        |
| Мінія (Кретинга) (2)    | 0:3     | Судува                 |
| Вілтіс (Вільнюс) (3)    | 0:4     | Вільняус Вітіс (2)     |
| БФА (2)                 | 1:2     | ДФК Дайнава (2)        |

## 1/4 фіналу
| Команда 1              | Рахунок | Команда 2         |
| ---------------------- | ------- | ----------------- |
| 11 серпня 2020         |         |                   |
| Хегельманн Літауен (2) | 0:3     | Паневежис         |
| ДФК Дайнава (2)        | 0:2     | Рітеряй (Вільнюс) |
| 11 вересня 2020        |         |                   |
| Вільняус Вітіс (2)     | 0:3     | Судува            |
| 12 вересня 2020        |         |                   |
| Жальгіріс (Вільнюс)    | 2:1     | Кауно Жальгіріс   |

## 1/2 фіналу
| Команда 1           | Рахунок | Команда 2         |
| ------------------- | ------- | ----------------- |
| 17 жовтня 2020      |         |                   |
| Жальгіріс (Вільнюс) | 1:2     | Судува            |
| 20 жовтня 2020      |         |                   |
| Паневежис           | 4:0     | Рітеряй (Вільнюс) |

## Фінал
| 24 жовтня 2020 14:43 (EEST) |

| «Паневежис» | 1:1 дч          | «Судува»            |
| ----------- | --------------- | ------------------- |
| Велюліс 22' | lff.lt Протокол | Олівейра 26' (пен.) |

| Стадіон «Аукштайтія», Паневежис Глядачів: 1 000 Арбітр: Робертас |

|                                                     |     | Пенальті                                             |  |
| Елівелтон · Козороніс · Флору · Янушевский · Васкес | 5:4 | Пушич · А. Янкаускас · Саламон · Єфремов · Живанович |  |

| «Паневежис» | «Судува» |

- У серії пенальті перемогли паневежчани з результатом 5:4 та виграли національний кубок з футболу. Це перший титул ФК Паневежис за всю історію клубу.[2]